# Щетинка (приток Демшенко)

Щетинка — река в России, протекает в Волоколамском районе Московской области. Правый приток реки Демшенко (иногда рассматривается как приток Волошни).

## География
Река Щетинка берёт начало у деревни Стремоухово. Течёт на юг через елово-берёзовые и сосновые леса. Вдоль течения реки расположены деревни Стремоухово, Сафатово, Ивановское, Щекотово и Милованье. Устье реки находится у деревни Милованье в 3,8 км по правому берегу реки Демшенко. Длина реки составляет 15 км.

## Данные водного реестра
По данным государственного водного реестра России относится к Окскому бассейновому округу, водохозяйственный участок реки — Руза от истока до Рузского гидроузла, речной подбассейн реки — Бассейны притоков Оки до впадения Мокши. Речной бассейн реки — Ока.
По данным геоинформационной системы водохозяйственного районирования территории РФ, подготовленной Федеральным агентством водных ресурсов:
- Код водного объекта в государственном водном реестре — 09010101112110000023287
- Код по гидрологической изученности (ГИ) — 110002328
- Код бассейна — 09.01.01.011
- Номер тома по ГИ — 10
- Выпуск по ГИ — 0